# François Bédarida
François Bédarida (Lyon, 16 de marzo de 1926-Fontaine-le-Port, 16 de septiembre de 2001) fue un historiador francés contemporaneísta. Sus trabajos esencialmente hacen referencia al siglo XX francés.

## Biografía
Comenzó sus estudios secundarios en los grandes liceos parisinos, que le conducen a la Escuela Normal Superior en 1946. Más adelante, participa activamente en la Resistencia, en particular con el grupo de los militantes cristianos reunidos en torno a Testimonio cristiano.
François Bédarida se dedica al estudio de la Inglaterra victoriana. A partir de los años setenta, abordará la época de la Francia de Vichy y de su «filosofía política profundamente antidemocrática», convirtiéndose en pionero, al lado del historiador americano Robert Paxton y de algunos otros, poniendo de manifiesto lo que fue la acción limpia del régimen de Philippe Pétain, su naturaleza y su ideología, cuando, durante los años treinta, Vichy incorrectamente había sido representado como un agente simple y auxiliar de la Alemania nazi. Sus estudios sobre este período sombrío de la historia de Francia le llevaron a anteponer la responsabilidad social y científica del historiador.
Se convierte en maestro de conferencias en el Instituto de estudios políticos de París de 1971 a 1978. También es el fundador y el primer director del Instituto de Historia del Tiempo Presente, de 1978 a 1990, y el secretario general del Comité Internacional de las Ciencias Históricas, de 1990 a 2000.